# 泰利鰺
泰利鰺（学名：Caranx tille），又名泰勒鰺、甘仔魚，为輻鰭魚綱鱸形目鱸亞目鰺科鰺屬下的一个种，為熱帶海水魚。

## 分類及命名
本種首先由Georges Cuvier於1833年根據從印度本地治裡收集的全型標本進行科學描述。他將該物種命名為Caranx tille，其特定的加詞源自當地漁民用本種的稱呼「koton tille」。該物種被獨立重新描述三次，第一次是Pieter Bleeker於1851年作為Caranx cynodon，1904年Henry Weed Fowler第二次作為Caranx semisomnus、最後由Alvin Seale於1910年作為Caranx auriga，這些名稱很快被認為是Caranx tille的同義詞，現在被認為是ICZN規則下的無效初級同義詞。

## 分布
本魚分布於印度西太平洋，從南非、馬達加斯加至澳洲、斐濟，北起琉球群島海域，棲息深度30-120公尺。

## 特徵
本魚體呈橢圓形且側扁，背側輪廓比腹側輪廓更凸，特別是在前面。這種曲率使魚具有明顯的鈍頭和陡峭的鼻子，這是該物種最明顯的識別特徵。背鰭2個，背鰭硬棘9枚、背鰭軟條20-22枚、臀鰭硬棘3枚、臀鰭軟條16-18枚，胸鰭呈鐮刀狀，具有發育良好的脂肪眼瞼，而其牙列由外排寬間隔的犬齒和上頜內的絨毛狀內齒帶組成，下頜上有一排寬間隔的錐形牙齒。體色深橄欖綠色的到藍灰色的背面, 腹部銀白色，背部軟條葉橄欖色到黑色，上半部鰓蓋有一個小的黑色斑點，體長可達80公分，體重可達7.2公斤。

## 生態及經濟利用
主要棲息在沿海珊瑚礁及岩礁區，生活習性不明，目前已知係屬肉食性，以其他魚類及甲殼類為食，可做為食用魚，但非重要的商業性魚類，通常利用鉤線、魚網等方式捕獲。